# Lorenzo Riber
Lorenzo Riber y Campins (Campanet, Baleares, 14 de septiembre de 1882 – ibidem, 11 de octubre de 1958) fue un sacerdote español escritor en castellano y catalán, traductor al español y al catalán de clásicos latinos y académico de la Real Academia Española, perteneciente a la Escuela Mallorquina, al Noucentisme catalán y al Novecentismo español.

## Biografía
Desde su juventud se orientó al sacerdocio, y ya durante su formación inicial en el histórico monasterio de Lluch y en el seminario de Palma de Mallorca (donde fue discípulo del poeta Antonio María Alcover) destacó por su habilidad en aprender y estudiar lenguas clásicas, lo que aprovecharía después para traducir y editar no solo versiones de autores latinos de la literatura romana (Cicerón, Séneca, Horacio, Virgilio, Marcial al castellano; Salustio, Cicerón, Tácito, Horacio y Virgilio al catalán, este último en cuanto a la Eneida, 1917-1918, las Geórgicas, 1918 y las Bucólicas), sino también medievales y del humanismo cristiano del renacimiento, como San Agustín, Prudencio y Paciano de Barcelona entre los primeros, y Juan Luis Vives y Erasmo de Róterdam entre los segundos. También tradujo al poeta provenzal Frédéric Mistral.
Fundó la revista Mitjorn (1906-1907) y participó en el Primer Congreso Internacional de la Lengua Catalana. Colaboró en la revista Catalunya, que encabezaba el Noucentisme. En 1909 publicó las prosas poéticas de  Lliris del camp, y en 1910 fue proclamado Maestro en Gay Saber; de 1912 es su primer poemario, A sol ixent. Vivió en Barcelona desde 1913 hasta el estallido de la Guerra Civil, trabajando en la biblioteca del Ateneo de Barcelona. 
También se aplicó a escribir colaboraciones periodísticas en catalán (Diario de Barcelona, La Veu de Catalunya, La Publicitat, El Matí o La Nostra Terra) y en castellano (El Sol de Madrid), usando a veces el pseudónimo cervantino de Roque Guinart. También cultivó la literatura en catalán, y recibió en 1922 el premio Fastenrath de la Real Academia Española por Les Corones y en 1924 el premio Concepció Rabell por Els Sants de Catalunya. 
En 1926 el gabinete del dictador Miguel Primo de Rivera dispuso nuevas plazas numerarias en la Real Academia Española para especialistas en lenguas autóctonas españolas: catalán, vascuence y gallego, y Riber fue nombrado en representación de su lengua materna, el dialecto mallorquín del catalán, en la llamada "Sección catalana" (1927-1958). Su apoyo a Primo de Rivera a través de sus artículos en El Sol motivó que la jerarquía eclesiástica lo multara. El 25 de julio de 1928 fue proclamado Hijo Ilustre de Campanet. El 9 de febrero de 1930 leyó su discurso de ingreso, La múltiple influencia de Mariano Aguiló en el Renacimiento catalán. Poco a poco se fueron enfriando sus convicciones catalanistas y en 1935 empezó a colaborar en la revista derechista Acción Española.
Durante la Guerra Civil, Lorenzo Riber impartió clases de retórica y poética en el Seminario y en el Instituto Ramon Llull de Palma de Mallorca, donde permaneció tres años, y en la isla continuó sus colaboraciones periodísticas en el diario La Almudaina. Se trasladó luego a Madrid, donde vivió gran parte de la posguerra como inspector de enseñanza media y entregado a sus traducciones y estudios literarios y publicando artículos periodísticos en medios como España y Noticiero de España, y en Diario de Barcelona y la revista Destino en la ciudad condal. El 6 de enero de 1953 se hizo pública la concesión a Riber de la Gran cruz de Alfonso X el Sabio, que le fue entregada por el ministro Joaquín Ruiz Jiménez el 10 de marzo de 1953 en un acto multitudinario que se celebró en la actual plaza Mayor de Campanet.
Fue un escritor y traductor muy fecundo. Compuso muchas vidas de santos catalanes, al par que ensayos o biografías sobre Ramón Llull, Benjamín de Tudela, Sibila de Fortiá, Juan Luis Vives, Pedro Mártir de Anglería, Manuel de Cabanyes, Mariano Aguiló, Joan Alcover y Jacinto Verdaguer, y otros más generales como España en la opinión Romana o Poblet, itinerario sentimental, así como bastante poesía lírica en catalán, mucha de ella premiada en jocs florals. Por otra parte, distinguió con sus estudios y ensayos a revistas especializadas como el Boletín de la Real Academia Española, el Boletín de la Real Academia de Córdoba de Ciencias, Bellas Letras y Nobles Artes, la Revista de Estudios Políticos y Escorial. Entre su escasa producción narrativa, destaca en especial La minyonia d'un infant orat / La infancia de un niño loco (1935), que contiene algunos recuerdos de su infancia. 
En 1956 volvió por motivos de salud a su pueblo natal de Campanet, donde tenía una calle dedicada desde 1935, y allí residió hasta su fallecimiento el 11 de octubre de 1958. En este pueblo se le levantó un monumento en bronce por subscripción popular, obra de la escultora mallorquina Remigia Caubet. Ningún dato aprovechable, pero sí un buen retrato fotográfico de su vejez contiene el artículo necrológico que con motivo de este óbito le escribió Pedro Laín Entralgo en el Boletín de la Real Academia Española.

## Obras
- Lliris del Campo, Palma de Mallorca, Tipografía Lit. de Amengual y Muntaner, 1909.
- A sol ixent: aplec de poesies jovenils, Palma de Mallorca, Can Amengual y Muntaner, 1912.
- Vida i actes del reverent mestres i benaventurat martir Ramón Lull, Mallorca, Josep Tous, 1916; traducido al castellano como Raimundo Lulio: vida, empresas y virtudes de este apostólico y magnánimo varón. Barcelona: Imp. del ed. F.T.D., 1949.
- Trad. de Virgilio, Eneida, Barcelona, Editorial Catalana, 1917.
- Els sants de Catalunya. Cicle romà: des de Sant Fructuós (any 259) fins a Sant Narcís (any 303?), Barcelona, Editorial Catalana, 1919.
- Els sants de Catalunya. Cicle visigòtic: des de Sant Pacia (+ any 391) fins al bisbe Idali (+ any 689), Barcelona, Editorial Catalana, 1919.
- Els sants de Catalunya. Cicle comtal, I: des l’any 780? fins a l’any 990?, Barcelona, Editorial Catalana, 1920.
- Els sants de Catalunya. Cicle comtal, II: des de l’any 971? fins a l’any 1050, Barcelona, Editorial Catalana, 1921.
- Els camins del paradís perdut, Barcelona, Editorial Catalana, 1921 (en catalán, Palma de Mallorca, Moll, 1987; en castellano, San Cristóbal de La Laguna, Ayuntamiento, 2003.
- Els sants de Catalunya. Cicle comtal, III, Barcelona, Editorial Catalana, 1922.
- Els sants de Catalunya. Cicle comtal, IV, Barcelona, Editorial Catalana, 1922.
- Trad. de Marco Tulio Cicerón, Discursos, Josep Vergés y Joaquim Icart, Barcelona, Edit. Catalana, impreso desde 1923 a 2003.
- Poesía, Barcelona, Lira, 1924.
- Per l'altar i per la llar (1928).
- Any cristià, Barcelona, Barcino, 1929-1930.
- La múltiple influencia de Mariano Aguiló en el Renacimiento catalán. Discursos leídos ante la Real Academia Española en la recepción de D. Lorenzo Riber el día 9 de febrero de 1930 (contestación del Excmo. Sr. D. Gabriel Maura Gamazo, Conde de la Montera, basada en la que dejó inédita Eduardo Gómez de Baquero), Barcelona, Imprenta de A. Ortega, ¿1930?.
- Poblet: itinerario sentimental, Barcelona, Casa Miquel-Rius, 1930.
- Poesies, Palma de Mallorca, Associació per la Cultura de Mallorca, 1931.
- Trad. de Sant Paciá, Obres, Barcelona, Llibreria Barcelona, 1931.
- Trad. desde el provenzal de Frédéric Mistral, Mireya, Madrid, Lecturas para Todos, 1934.
- La minyonia d’un enfant orat, Mallorca, Imprenta Mu. Alcover, 1935 (Mallorca, Moll, 1962, 1974, 1978 y 1988; Mallorca, Santuari de Lluc, Associació d’Antics Blauets, 1984).
- Trad. de Aurelio Prudencio, Barcelona, Labor, 1936.
- Trad. al castellano de Virgilio, Obras completas. Madrid: M. Aguilar, 1941.
- Trad. de Marco Valerio Marcial, Madrid, Espasa Calpe, 1941.
- Trad. al cast. de Horacio, Obras completas, 1941.
- España en la opinión romana, Madrid, Ediciones Escorial, 1941.
- Un celtíbero en Roma. Marco Valerio. Madrid: Espasa-Calpe, 1941.
- Trad. al cast. de San Agustín, Confesiones, Madrid, Aguilar, 1942.
- Trad. al cast. de San Agustín, Soliloquios, 1945.
- Trad. al cast. de San Agustín, Meditaciones, 1945.
- Sibilia de Fortia, Madrid, Edic. y Publ. Españolas, 1944.
- Trad. de Juan Luis Vives, De la insolidaridad de Europa y la guerra contra el Turco, s. l., 1944.
- Pío XII, ángel de paz: discurso pronunciado [...] en la [...] sesión académica de la fiesta del Papa, celebrada en el Salón de Ciento del [...] Ayuntamiento de Barcelona, en 10 de marzo de 1945, Barcelona, Publicaciones de la Junta Diocesana de Acción Católica de Barcelona, 1945.
- Trad. de Juan Luis Vives, Obras completas [2 vols.; con la excepción de los Comentarios a la Ciudad de Dios]. 1946-1948
- Luis Vives, valenciano: ensayo biobibliográfico, Madrid, M. Aguilar, 1947.
- Poesies completes, Barcelona, Biblioteca Selecta, 1948.
- Obres completes. Barcelona: Selecta, 1949 [segúndo volumen, 1962].
- Trad. de Sant Alfons María de Liguori, Les glories de Maria, Barcelona, Balmes, 1950.
- Jacinto Verdaguer, poeta épico, Madrid, Ateneo, 1952.
- Interpretación poética de Cabanyes, Villanueva y Geltrú, T. G. J. Soler, 1953.
- Trad. de San Agustín, La ciudad de Dios, Barcelona, Alma mater, 1953-1958.
- Trad. de Erasmo de Rotterdam, Obras escogidas, Madrid, Aguilar, 1956.
- Trad. de Lucio Anneo Séneca, Tragedias completas, Madrid, Aguilar, 1957.
- Prólogo a Ramón Llull, Blanquerna, Madrid, Aguilar, 1959.
- Trad. de Juan Luis Vives, La mujer cristiana; de los deberes del marido; pedagogía pueril, Madrid, Aguilar, 1959.
- Trad. de J. L. Vives, Obras sociales y políticas, Madrid, Publicaciones Españolas, 1960.
- Trad. de Publio Virgilio Marón y Quinto Horacio Flaco, Obras completas, Madrid, Aguilar, 1960.
- Trad. de Lucio Anneo Séneca, Obras completas, Madrid, Aguilar, 1961.
- El humanista Pedro Mártir de Anglería, Barcelona, Barna, 1964.
- Poesies: a sol ixent, Les corones, A sol Alt, Palma de Mallorca, Moll, 1981.
- Trad. de J. L. Vives, Del socorro de los pobres, Madrid, Marsiega, 1985.
- Trad. de J. L. Vives, Las disciplinas, Barcelona, Orbis, 1985.
- Trad. de Erasmo de Rotterdam, Educación del príncipe cristiano; Querella de la paz, Barcelona, Orbis, 1985.
- Trad. de L. A. Séneca, De la brevedad de la vida; De la vida bienaventurada; De la vida retirada, Madrid, Aguilar, 1987.
- El talec de la fortuna, Barcelona, Abadía de Montserrat, 1988.
- Amb tremolor de ploma: poemes al marge, Consejo Insular de Mallorca, Departamento de Cultura y Patrimonio, 2008.
- Trad. al catalán de Cicerón, Discursos [primer volum]. Barcelona: Fundació Bernat Metge, 1923 [el segundo y tercer volúmenes se publicaron los años 1947 y 1950 respectivamente].
- Trad. al catalán de Horacio, Sàtires i Epístoles. Barcelona: Fundació Bernat Metge, 1927.
- Trad. al catalán de Salustio, Conjuració de Catilina. Barcelona: Editorial Catalana, 1921.
- Trad. al catalán de Salustio, La guerra de Iugurtha. Barcelona: Editorial Catalana, 1921.
- Trad. al catalán con Miquel Ferrà de Tácito, Obres menors. Barcelona: Fundació Bernat Metge, 1926.
- Trad. al catalán de Virgilio, Eneida. Barcelona: Editorial Catalana, 1917-1918, en decasílabos.
- Trad. al catalán de Virgilio, Geòrgiques. Barcelona: Editorial Catalana, 1917.
- Trad. al catalán de Virgilio, Les Bucòliques. Barcelona: Editorial Catalana, 1918.